# Candiano

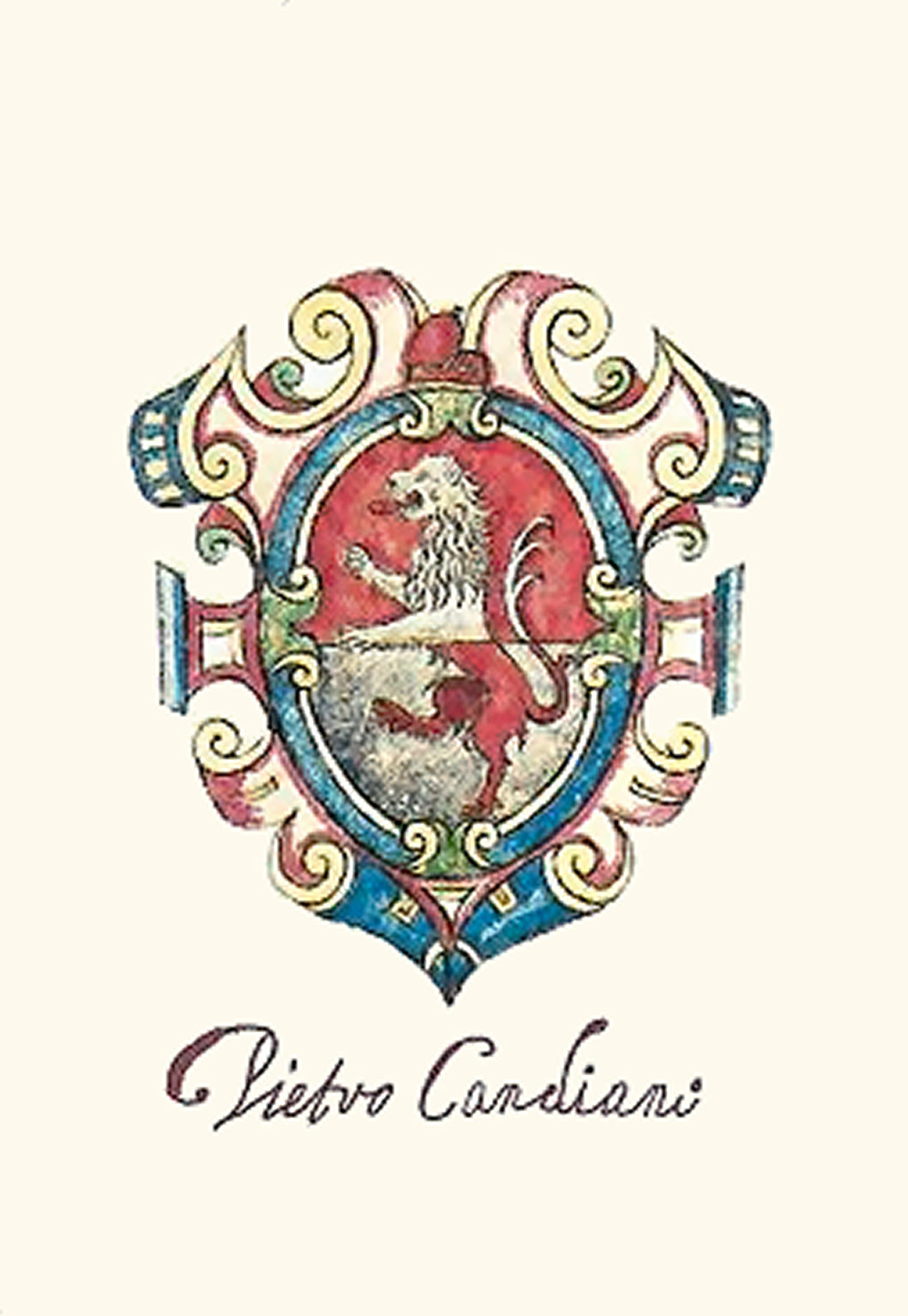
Wappen der Candiano

Candiano ist der Name einer tribunizischen venezianischen Patrizierfamilie. Zu den Familienmitgliedern zählten Dogen von Venedig und Bischöfe. 
Die Candiano gehörten zu den mächtigsten und einflussreichsten Familien in der von Machtkämpfen geprägten Frühzeit der Republik Venedig. Zusammen mit den Participazio und den Orseolo waren sie es, die von 810 bis zur Verfassungsreform von 1172 die meisten Dogen Venedigs stellten. 

## Dogen von Venedig
- Pietro I. Candiano (um 842–887), Doge von Venedig
- Pietro II. Candiano (872–939), Doge von Venedig
- Pietro III. Candiano († um 960), Doge von Venedig
- Pietro IV. Candiano († 976), Doge von Venedig
- Vitale Candiano († 979), Doge von Venedig

## Bischöfe
- Domenico Candiano, Bischof von Torcello
- Vitale Candiano (Patriarch) († 1017), Patriarch von Grado

## Weitere Personen
- Marina Candiano, Ehefrau des Dogen Tribuno Memmo